# Joseph Bell (Mediziner)

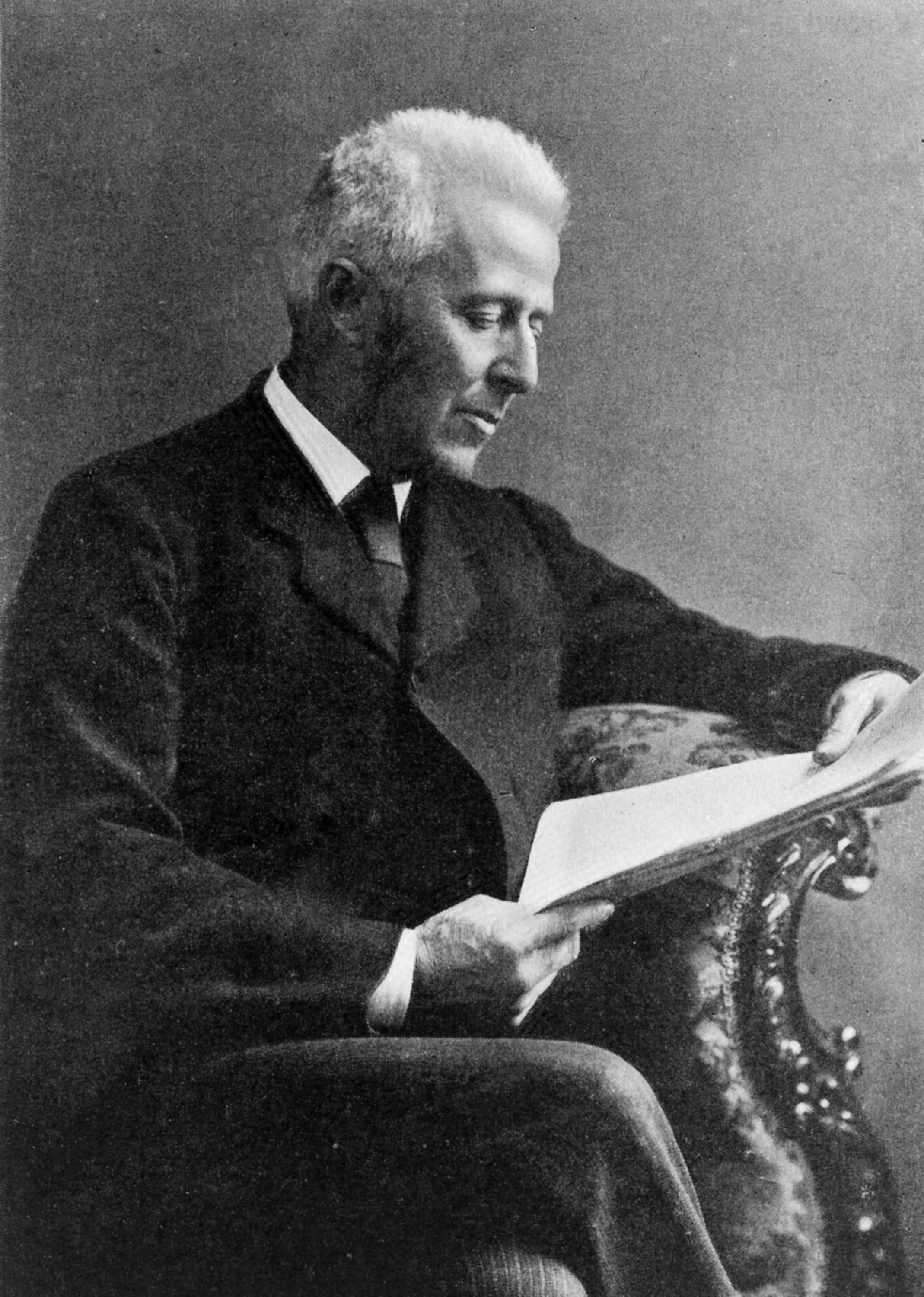
Joseph Bell als Dozent in Edinburgh

Joseph Bell (* 2. Dezember 1837; † 4. Oktober 1911) war ein schottischer Chirurg, Kinder- und Militärarzt und gilt als Pionier der Forensik.

## Leben
Bell entstammte einer Ärztefamilie, die seit dem 18. Jahrhundert in Edinburgh eine gewisse Prominenz erlangt hatte. 1859 schloss er seine Ausbildung an der Edinburgh Medical School ab und wurde Assistent von James Syme (dem Schwiegervater von Joseph Lister) in der Royal Infirmary of Edinburgh. Bald war er auch als Dozent für Chirurgie tätig und arbeitete daneben in der Anatomie der Universität. Bell war 42 Jahre Prüfer des Royal College of Surgeons of Edinburgh und 1889 dessen Präsident.
In seinen Vorlesungen betonte Bell die Wichtigkeit von genauen Beobachtungen für die Diagnose (Observe carefully, deduce shrewdly.
) Um dies zu verdeutlichen, nahm er oft einen Fremden und leitete aus seinen Beobachtungen die Beschäftigung und kürzliche Aktivitäten desjenigen ab. Damit erschuf Bell etwas ganz Neues. Im Gerichtssaal begann man, sich nicht mehr ausschließlich auf Aussagen von Zeugen zu verlassen, sondern kriminaltechnologische Verfahren zur Sicherstellung von Beweisen anzuwenden und als Beweismittel zuzulassen. 1874 wurde er zum Fellow der Royal Society of Edinburgh gewählt.
Bell gab dem Pflegepersonal der Royal Infirmary jeden Sonntag die Möglichkeit der Teilnahme an einer Wundvisite (bedside teaching). Zu den Teilnehmerinnen dieser Wundvisite gehörte auch Linda Richards (1841–1930), die erste diplomierte amerikanische Krankenschwester.
Arthur Conan Doyle traf Bell 1877. Ein Jahr später arbeitete Doyle als sein Assistent am Royal Infirmary. Doyle war fasziniert von Bells Kombinationsgabe und entwarf den Charakter des Sherlock Holmes lose nach diesem Vorbild. Für seinen Dr. Watson griff er auf einen weiteren Lehrer (und Kollegen Bells) zurück, den Chirurgen Patrick Heron Watson.
Bell verfasste verschiedene medizinische Abhandlungen und war Leibarzt von Queen Victoria, wenn diese in Schottland weilte. Als Jack the Ripper in London 1888 mindestens fünf Prostituierte tötete, untersuchte Bell zusammen mit dem Kollegen Henry Littlejohn den Fall. Die Berichte, die sie an Scotland Yard sandten, sind verschollen.

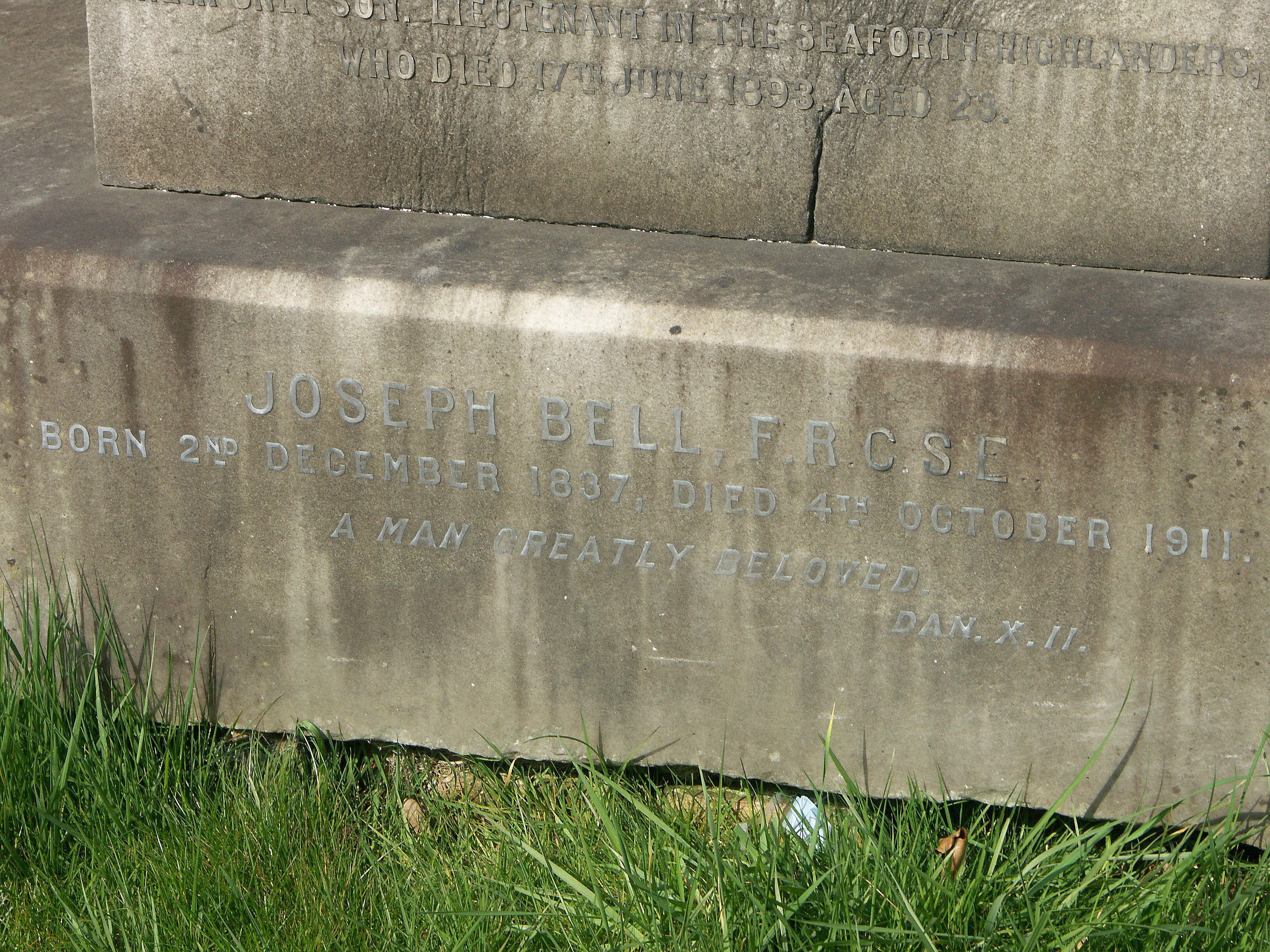
Grab von Joseph Bell in Edinburgh

## Nachwirkung
Die BBC-Fernsehserie Murder Rooms: The Dark Beginnings of Sherlock Holmes war eine übersteigerte Darstellung von Doyles Zeit als Bells Assistent, in der die Bedeutung von Bell für Holmes’ Charakter überbetont wurde. Doyle wurde hier mit Dr. Watson gleichgestellt. Bell wurde in der Serie von Ian Richardson dargestellt. Der Drehbuchautor David Pirie veröffentlichte einige der Abenteuer auch in Buchform, zunächst Die Augen der Heather Grace (2001, deutsch 2014). Fortsetzungen dieser Reihe erschienen in Deutsch unter den Titeln Die Zeichen der Furcht (2002, deutsch 2015) und Die Hexe von Dunwich (2004, deutsch 2015).
In der 1999 gestarteten Comicreihe Professor Bell von Joann Sfar (in Zusammenarbeit mit Hervé Tanquerelle) wird das Wirken Joseph Bells in stark überzeichneter Form erzählt.
In Bradley Harpers Roman Doktor Doyle jagt Jack the Ripper (2018, deutsch 2024) werden Arthur Conan Doyle, Professor Bell und die Schriftstellerin Margaret Harkness in die Jagd nach dem Serienmörder Jack the Ripper involviert. 
An der University of Edinburgh gab es ab 2001 in Kooperation mit der Glasgow Caledonian University ein „Joseph Bell Centre for Forensic Statistics and Legal Reasoning“.

## Schriften
- A Manual of the Operations of Surgery. London 1883. (online)